# Felix Mendelssohn-Bartholdy
Jakob Ludwig Felix Mendelssohn Bartholdy (3. února 1809, Hamburk – 4. listopadu 1847, Lipsko) byl jeden z nejvýznamnějších německých romantických hudebních skladatelů.

## Život

### Mládí
Mendelssohn se narodil v Hamburku jako syn židovského bankéře Abrahama Mendelssohna (1776–1835) a Ley Salomonové z rodiny Itzigů (1777–1842). Jeho dědečkem byl významný judaistický filozof Moses Mendelssohn. Abraham se ale židovské víry chtěl vzdát; jeho děti nejdříve vůbec nebyly vychovávány v náboženském duchu, nakonec byly v roce 1816 pokřtěny jako luteráni (Abraham a Lea se nechali pokřtít až v roce 1822). Jméno Bartholdy přijal Felix Mendelssohn po svém strýci.

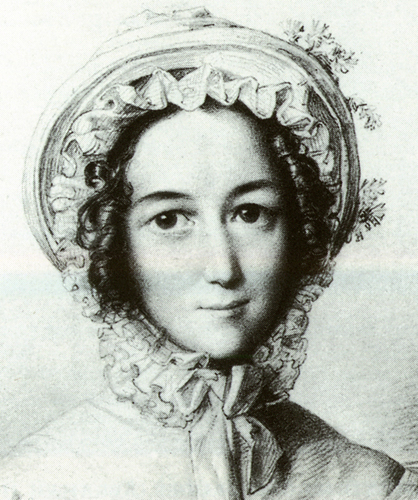
Lea Mendelssohn Bartholdy, matka Felixe Mendelssohna-Bartholdyho (1823)

Roku 1795 založil Abraham Mendelssohn spolu se svým starším bratrem Josefem v Berlíně banku, jejíž centrálu v roce 1805 přeložili do Hamburku. V létě 1811 se ale rodina kvůli sporům s francouzskými celními úřady vrátila do Berlína. Rodiče se snažili svým čtyřem dětem (Felix, Paul, Fanny a Rebecka) dát co nejlepší vzdělání. Nejstarší Felixova sestra Fanny Mendelssohnová, později provdaná Fanny Henselová (1805–1847), se stala známou klavíristkou a sama také komponovala. Otec Abraham si původně myslel, že právě ona má z jeho dětí největší hudební nadání. V té době se ale nepovažovalo za vhodné, aby žena nastoupila kariéru profesionálního hudebníka, proto zůstala jen amatérskou, ale přesto významnou hudebnicí.
Mendelssohn, podobně jako Mozart, byl ve své době označován za zázračné dítě. První klavírní lekce mu od šesti let dávala jeho matka, později Felixe i Fanny vyučoval skladatel a klavírní pedagog Ludwig Berger. V roce 1816, během pobytu rodiny v Paříži, ho učila proslulá klavíristka Marie Bigotová. Abraham Mendelssohn dbal také na kompoziční vzdělání dvou svých nejnadanějších dětí. Díky svým kontaktům zajistil, že od roku 1819 vyučoval v Berlíně Fanny a Felixe skladbu Goethův důvěrník Carl Friedrich Zelter. Ten mladého komponistu později také se slavným básníkem seznámil. Své první významnější hudební dílo – klavírní kvintet op. 1 – složil ve třinácti letech. V roce 1823 vyšel tiskem v Berlíně. Felix později začal studovat skladbu u komponisty a klavírního virtuóza Ignaze Moschelese, který se ale ve svém deníku v roce 1824 svěřil, že ho prakticky již neměl čemu naučit. Moscheles a Mendelssohn se později stali kolegy a blízkými přáteli.

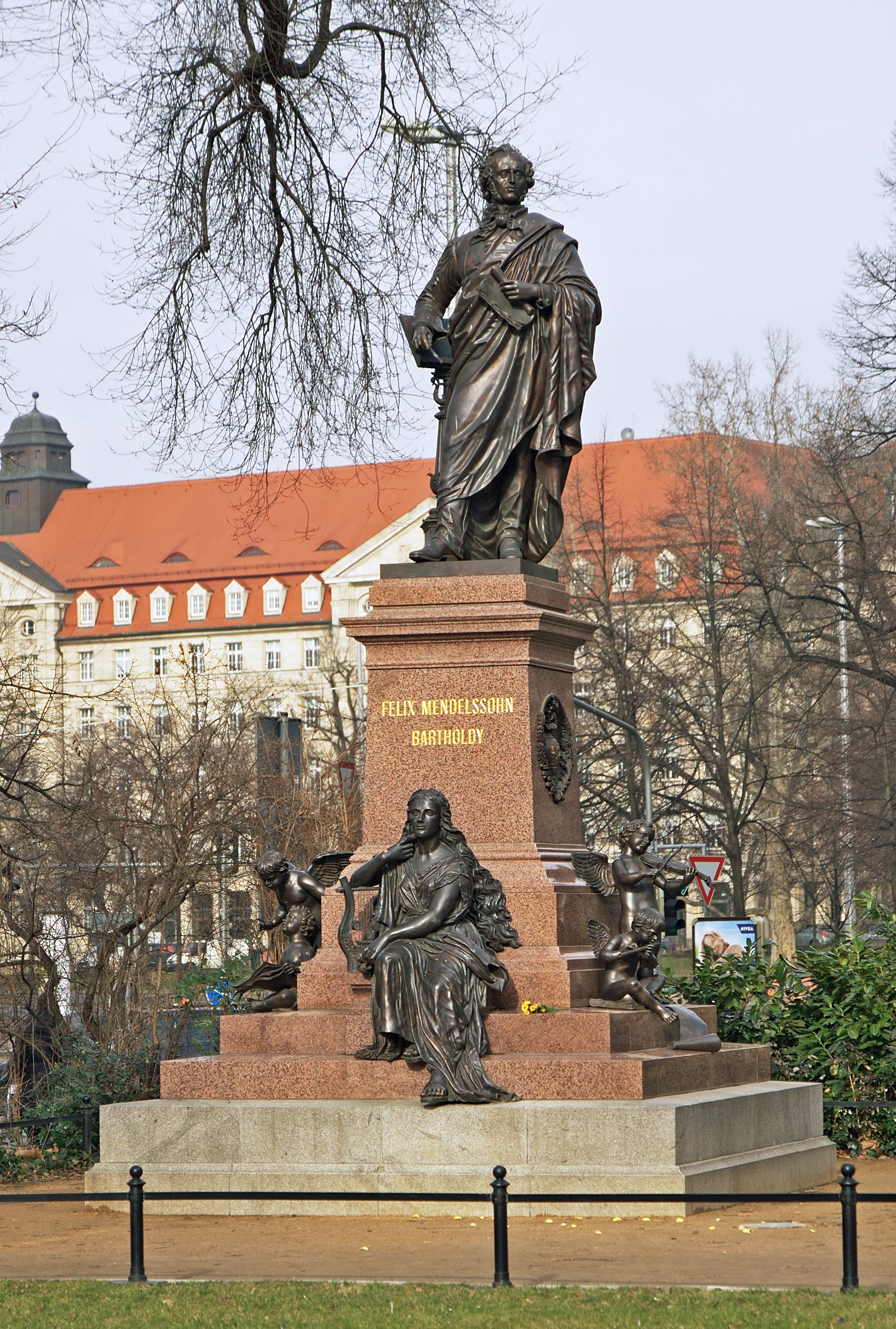
Mendelssohnův památník v Lipsku

Skladby mladého Mendelssohna byly nejprve prováděny během soirée v berlínském paláci Recke v tehdejší Lipské ulici čp. 3 pro zámožné přátele jeho rodičů. Své první smyčcové symfonie – bez opusových čísel – napsal již v období mezi 12. a 14. rokem života; tato díla byla ale dlouhou dobu prakticky ignorována, i dnes se na koncertech hrají jen zřídka. První dobře přijatou symfonii c-moll op. 11 napsal v patnácti letech. O rok později zkomponoval smyčcový oktet e-moll op. 20, první dílo, v němž se již naplno projevil jeho hudební génius. Tento oktet spolu s předehrou k Shakespearově hře Sen noci svatojánské op. 21, kterou napsal o rok později, jsou jeho nejznámější raná díla. Další hudbu pro tuto hru složil šestnáct let poté, včetně známého Svatebního pochodu. V roce 1827 měla v Berlínské královské opeře premiéru jeho pátá opera Die Hochzeit des Camacho (Camachova svatba, op. 10), tematicky založená na Donu Quijotovi. Toto představení bylo zároveň jediným za skladatelova života. Neúspěch ho odradil od komponování dalších oper, nicméně později se pokusil ještě o dvě. Mendelssonovy vokálně-dramatické skladby ovšem nemají vždy charakter klasických oper. Mezi jeho skladbami této kategorie jsou singspiely, komické operety i tzv. Liederspiel.
V roce 1825 navštívil Felix se svým otcem Paříž. Zde se seznámili s Luigi Cherubinim. Tento renomovaný italský skladatel rozpoznal Felixův mimořádný talent a doporučil jeho otci, aby synovi umožnil plně se věnovat hudbě. Toto dobrozdání bylo pro další Felixovu životní dráhu rozhodující. Aby si rozšířil vzdělání, zapsal se Mendelssohn, po složení příslušných přijímacích zkoušek, v roce 1827 na berlínskou univerzitu. Po dva roky zde navštěvoval přednášky z dějin literatury, klasické filologie, zeměpisu, zoologie, fyziky a historie. Potvrzení o absolvování kurzu estetiky a filosofie umění mu vystavil samotný Georg Friedrich Hegel.

### Dospělost
Roku 1829 odcestoval Mendelssohn do Anglie, kde ho Ignaz Moscheles představil vlivným hudebním kruhům. Mendelssohn tam zažíval veliké úspěchy, dirigoval a hrál na mnoha veřejných i soukromých koncertech. Při následujících návštěvách Británie se setkal s královnou Viktorií a jejím hudbymilovným manželem princem Albertem, oba se záhy stali jeho obdivovateli. V průběhu svého života navštívil Británii celkem desetkrát, na základně inspirace z cest po této zemi napsal dvě významná díla: Fingal’s Cave (známější pod názvem Hebridy) a Skotskou symfonii (symfonii č. 3).
V letech 1830–1832 cestoval Mendelssohn po Evropě. Zastávkami na jeho cestách se postupně staly Lipsko, Weimar, Mnichov, Vídeň, Benátky, Florencie, Řím, Pompeje, Neapol a Paříž. Během pobytu v Římě začal s kompozicí symfonie č. 4 Italské op. 90.

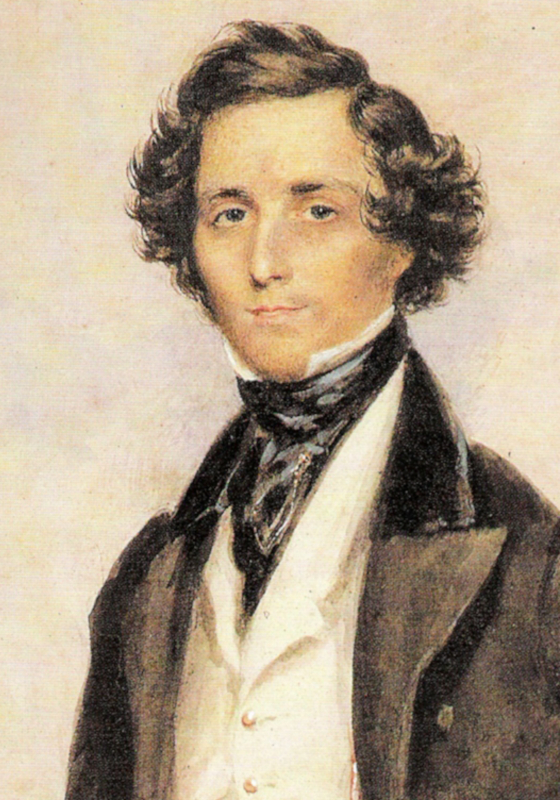
Portrét z roku 1839 od J. W. Childa

 Po Zelterově smrti se Mendelssohn v roce 1833 neúspěšně ucházel o místo dirigenta Sing-Akademie zu Berlin (Pěvecké akademie v Berlíně). Proto na podzim téhož roku odešel do Düsseldorfu, kde až do roku 1835 působil jako hudební ředitel. Hlavním dílem, na němž zde pracoval, je oratorium Pavel op. 36. V roce 1835 ale nemohl odmítnout nabídku stát se dirigentem už tehdy renomovaného Gewandhausorchestru v Lipsku. Hned dvě významná ocenění obdržel Mendelssohn v roce 1841. Nejprve byl v červnu jmenovaný královským saským kapelníkem, v říjnu téhož roku následovalo jmenování královským pruským kapelníkem. To znamenalo pro rodinu další stěhování, tentokrát do Berlína. Nicméně hned za rok, po návštěvě Anglie a Švýcarska, se Mendelssohn opět vrátil do Lipska. Zde v roce 1843 založil konzervatoř a byl jmenovaný čestným občanem města. Získal Ignaze Moschelese a Roberta Schumanna, aby se spolu s ním stali na konzervatoři profesory.
V posledních letech života měl Mendelssohn značně podlomené zdraví, které se ještě zhoršilo v důsledku přepracování, nervových stresů a jistě také častým stěhováním rodiny z Lipska do Berlína a zpět. Přesto byl i nadále aktivní jak při organizování hudebního života, tak v komponování. V září 1844 dokončil práci na jedné ze svých nejhranějších skladeb, koncertu pro housle a orchestr op. 64, v červenci 1846 dopsal oratorium Eliáš op. 70 a ještě na jaře 1847 vznikl smyčcový kvartet f-moll op. 80, jeden z vrcholů jeho díla. Na Nový rok 1846 dirigoval v Lipsku premiéru Schumannova koncertu pro klavír a orchestr op. 54, provedený autorovou manželkou Clarou. Na jaře 1847 odjel naposledy do Anglie. Po návratu jím hluboce otřásla smrt jeho sestry Fanny, která zemřela 14. května 1847. Od konce května do začátku září 1847 pobývala celá Mendelssohnova rodina ve Švýcarsku v naději, že se skladatelův zdravotní stav zlepší. Mendelssohn však zemřel v listopadu téhož roku poté, co prodělal sérii srdečních infarktů. Jeho smrtí byli zarmouceni lidé po celém Německu i v dalších zemích, zejména v Anglii, kde byl dlouhou dobu velice populární. Je pohřben na berlínském hřbitově Nejsvětější Trojice I (Dreifaltigkeitsfriedhof I) ve čtvrti Kreuzberg.

### Osobní život

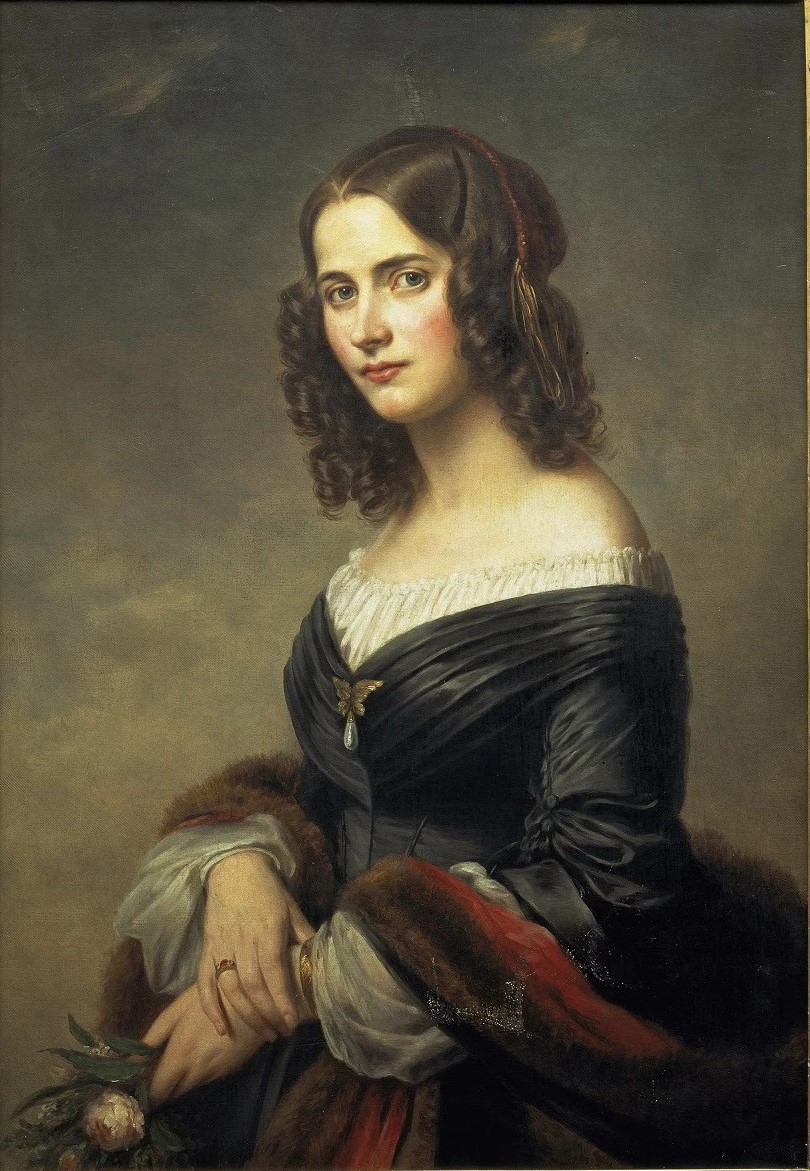
Mendelssohnova manželka Cécile, portrétovaná v roce 1846 Eduardem Magnusem

Mendelssohnův život probíhal bez větších zvratů. V březnu 1837 se oženil s Francouzkou Cécile Charlotte Jeanrenaud (1817–1853), jejíž otec byl kazatelem francouzské reformované církve ve Frankfurtu nad Mohanem. Zde se také rok před tím budoucí manželé poznali. Manželství bylo velmi šťastné; vzešlo z něj pět dětí: Carl (* 1838), Marie (* 1839), Paul (* 1841), Felix (* 1843) a Lili (* 1845). Kromě Felixe se všechny dožily dospělosti. Mendelssohn byl velice dobrý kreslíř, své dopisy někdy doplňoval humornými ilustracemi. Dochovalo se několik jeho akvarelů. Mendelssohn byl všestranně vzdělaný. Vyznal se v umění, hovořil několika jazyky (anglicky, italsky, francouzsky a latinsky), byl sečtělý a zajímal se o klasickou literaturu.

## Znovuobjevení Bacha, zájem o Schuberta

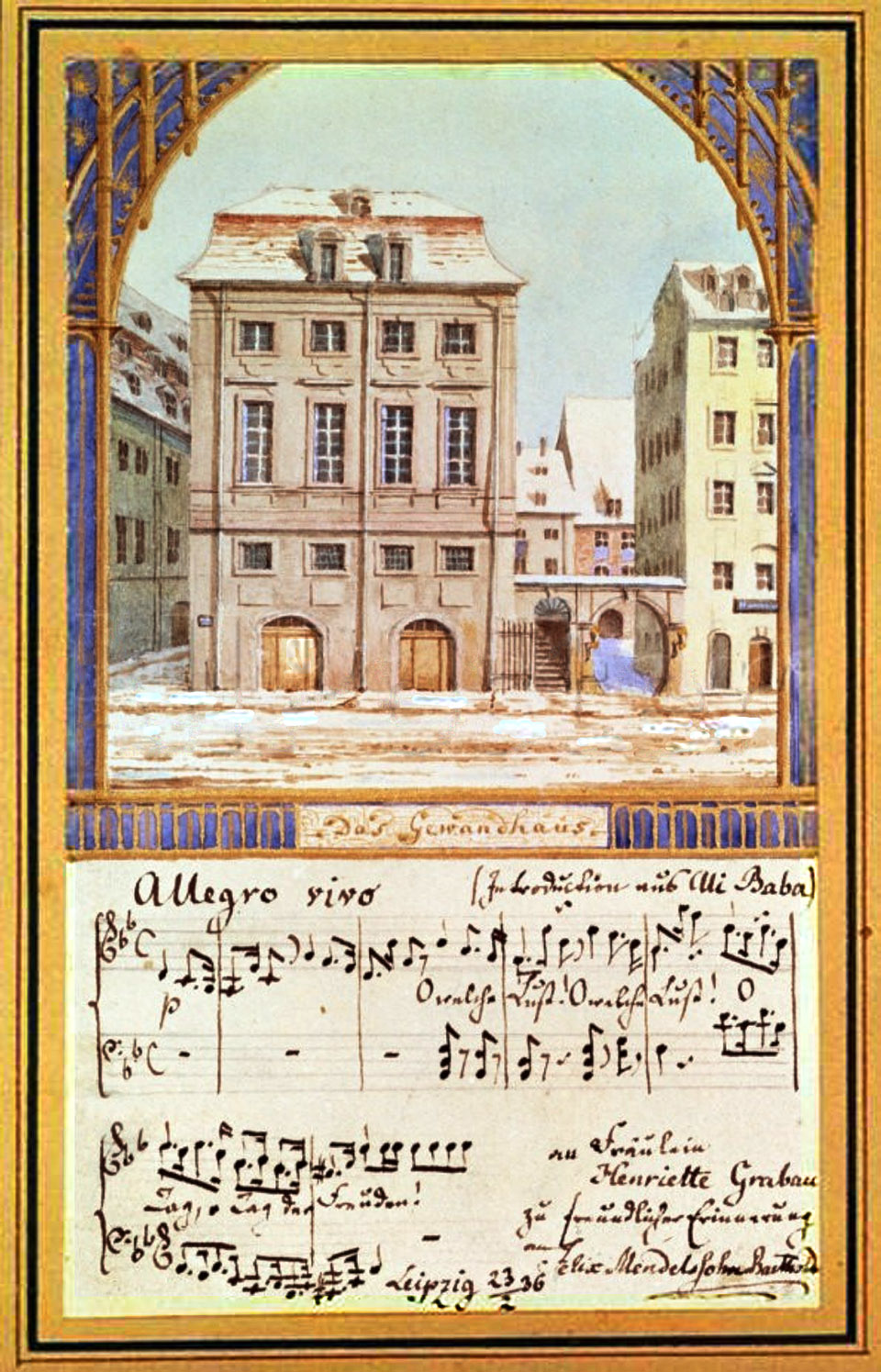
Leipziger Gewandhaus, malba od Felixe Mendelssohna

Mendelssohn byl hluboce ovlivněn hudbou J. S. Bacha. Jeho prateta Sarah Levy, rozená Itzigová, byla žákyně Bachova syna Wilhelma Friedemanna Bacha a podporovala vdovu po jeho dalším synovi, Carlu Philippu Emanuelu Bachovi. Za svůj život nashromáždila mnoho Bachových rukopisů. Jeho hudbu, která na přelomu 18. a 19. století upadla do relativního zapomnění, velice obdivoval Mendelssohnův učitel Zelter. V roce 1829 v Berlíně Mendelssohn za Zelterova přispění nazkoušel a dirigoval Bachovy Matoušovy pašije. Mimořádný úspěch tohoto provedení, prvního od Bachovy smrti v roce 1750, byl důležitým krokem ke vzkříšení Bachovy hudby v Německu i v celé Evropě.
Mendelssohn se také zajímal o hudbu Franze Schuberta. 21. března 1839, více než deset let po autorově smrti, dirigoval v Lipsku premiéru jeho osmé symfonie C-dur zvané Velká, D 944. Toto dílo objevil Robert Schumann.

## Hodnocení Mendelssohna
V průběhu 19. století se objevily pokusy redukovat Mendelssohnův přínos evropské hudbě. Tři roky po jeho smrti vydal Richard Wagner pamflet Das Judenthum in der Musik, kde kritizoval židovské skladatele včetně Mendelssohna. V německé veřejnosti ale tehdy sklidil jen minimální ohlas. Později byl článek využit za nacistického režimu – tehdy byl často zdůrazňován Mendelssohnův židovský původ, hraní jeho skladeb bylo zakazováno a jeho sochy bořeny.
Mimo Německo dosáhl Mendelssohn obrovské popularity zvláště ve Velké Británii; dodnes zůstává oblíbeným autorem klasické hudby, velice často se hraje zejména jeho houslový koncert e moll, Italská symfonie nebo již zmíněný Svatební pochod.

## Dílo (výběr)
Na nekomerčním projektu Musopen postupně přibývají volně šiřitelné (pod public domain licencí) Mendelssohnovy skladby, které nahráli a zpracovali přední světoví hudebníci.
Podle oficiálního soupisu složil Mendelssohn 750 kompozic.
- Symfonie:
  - 13 smyčcových symfonií (bez opusových čísel), 1821–1823
  - Symfonie č. 1 c moll (op. 11), 1824
  - Symfonie č. 2 B dur Chvalozpěv (op. 52), 1840
  - Symfonie č. 3 a moll Skotská (op. 56), 1842;  1. věta (info),  2. věta (info),  3. věta (info),  4. věta (info)
  - Symfonie č. 4 A dur Italská (op. 90), 1833
  - Symfonie č. 5 d moll Reformační (op. 107), 1832
- Koncerty:
  - Houslový koncert e moll (op. 64), 1844;  1. věta (info),  2. věta (info),  3. věta (info)
  - Klavírní koncerty (g moll op. 25 a d moll op. 40) 1831, 1837
  - Koncert pro housle a klavír d moll (bez opusového čísla), 1823
- Ouvertury:
  - Sen noci svatojánské (op. 21), 1826
  - Pohádka o krásné Meluzíně (op. 32), 1833
  - Hebridy (op. 26), 1832
  - Klid, moře a šťastná plavba (op. 27), 1828
  - Ruy Blas (op. 95), 1839
- Oratoria:
  - Pavel (op. 36), 1836
  - Eliáš (op. 70), 1846
- Opery:
  - Dva bratranci a strýc z Bostonu (bez opusového čísla), 1822/1823
  - Camachova svatba (op. 10), 1824/1825
- Komorní hudba:
  - Smyčcové kvartety: Es dur (op. 12) 1829, a moll (op. 13) 1827, D dur (op. 44/1) 1838, e moll (op. 44/2) 1837, Es dur (op. 44/3) 1838 a f moll (op. 80) 1847
  - Smyčcový oktet (op. 20), 1825
  - Sonáta pro housle F dur (bez opusového čísla), 1838
  - Sonáta pro violu C dur (bez opusového čísla), 1824
  - Sonáta pro violoncello B dur (op. 45), 1838 a D dur (op. 58), 1842/43
- Klavírní hudba:
  - Charakteristické kusy (op. 7), 1827
  - Preludia a fugy
  - Variace
  - Sonáty
  - Etudy
  - Capriccia
  - Písně beze slov ((1829–1845), nejznámější Jarní píseň op. 62/2 a Lovecká píseň op. 19b/3
- 6 varhanních sonát
- Moteta: Pane, nyní opusť svého služebníka (op. 69), Veď mě, Bože (op. 78)
- Kantáty, např. Z nebeských výšin (bez opusového čísla)

## Nástroje
Mendelssohn pro svá klavírní vystoupení používal nástroje vídeňského výrobce klavírů Conrada Grafa. V roce 1832 požádal Aloysa Fuchse, aby mu koupil klavír od Grafa a dodal jej do domu jeho rodičů v Berlíně. Mendelssohn byl tímto nástrojem tak nadšen, že se rozhodl objednat u Grafa další dvě piana: jedno pro sebe a jedno pro nevěstu svého bratra.

## Nahrávky na dobových nástrojích
- Penelope Crawford. Felix Mendelssohn. The Young Felix Mendelssohn. Nahráno na klavíru Graf z roku 1835
- Ronald Brautigam. Felix Mendelssohn. Piano Concertos. Nahráno na replice klavíru Pleyel z roku 1830 od Paula McNultyho
- Sergei Istomin, Viviana Sofronitsky. Felix Mendelssohn. Complete Works for Cello and Pianoforte. Nahráno na replice klavíru Graf z roku 1819 od Paula McNultyho
- Riko Fukuda, Tobias Koch. Chopin, Mendelssohn, Moscheles, Hiller, Liszt. Grand duo Œuvres pour duo de pianofortes. Nahráno na klavírech Graf z roků 1830 a 1845

## Galerie

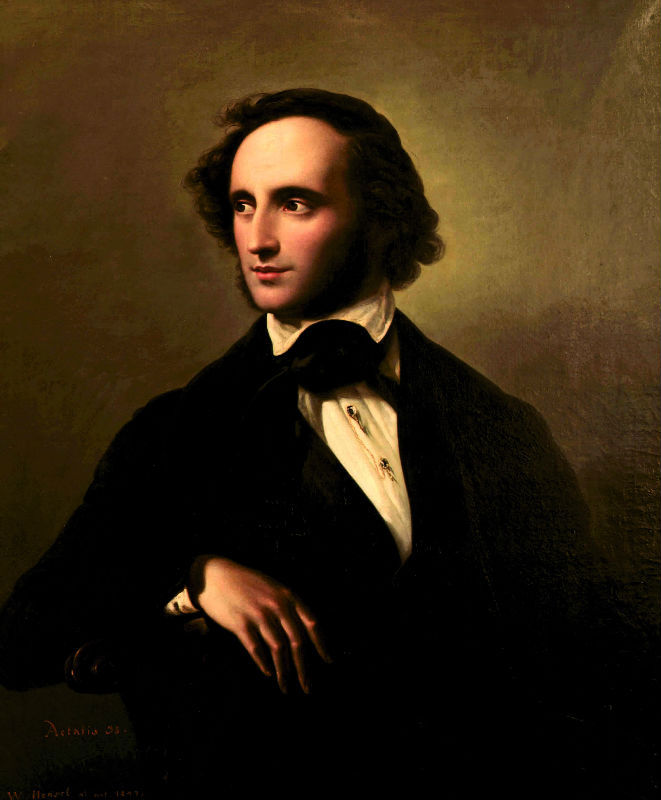
Portrét skladatele od jeho švagra Wilhelma Hensela z roku 1847
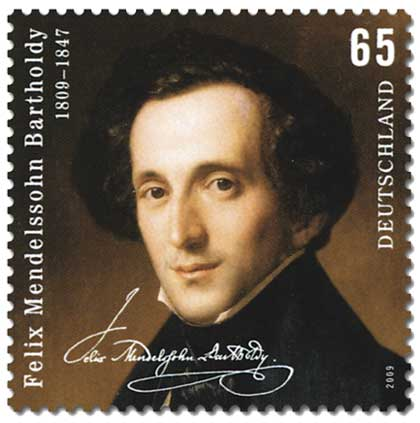
Felix Mendelssohn Bartholdy na německé známce
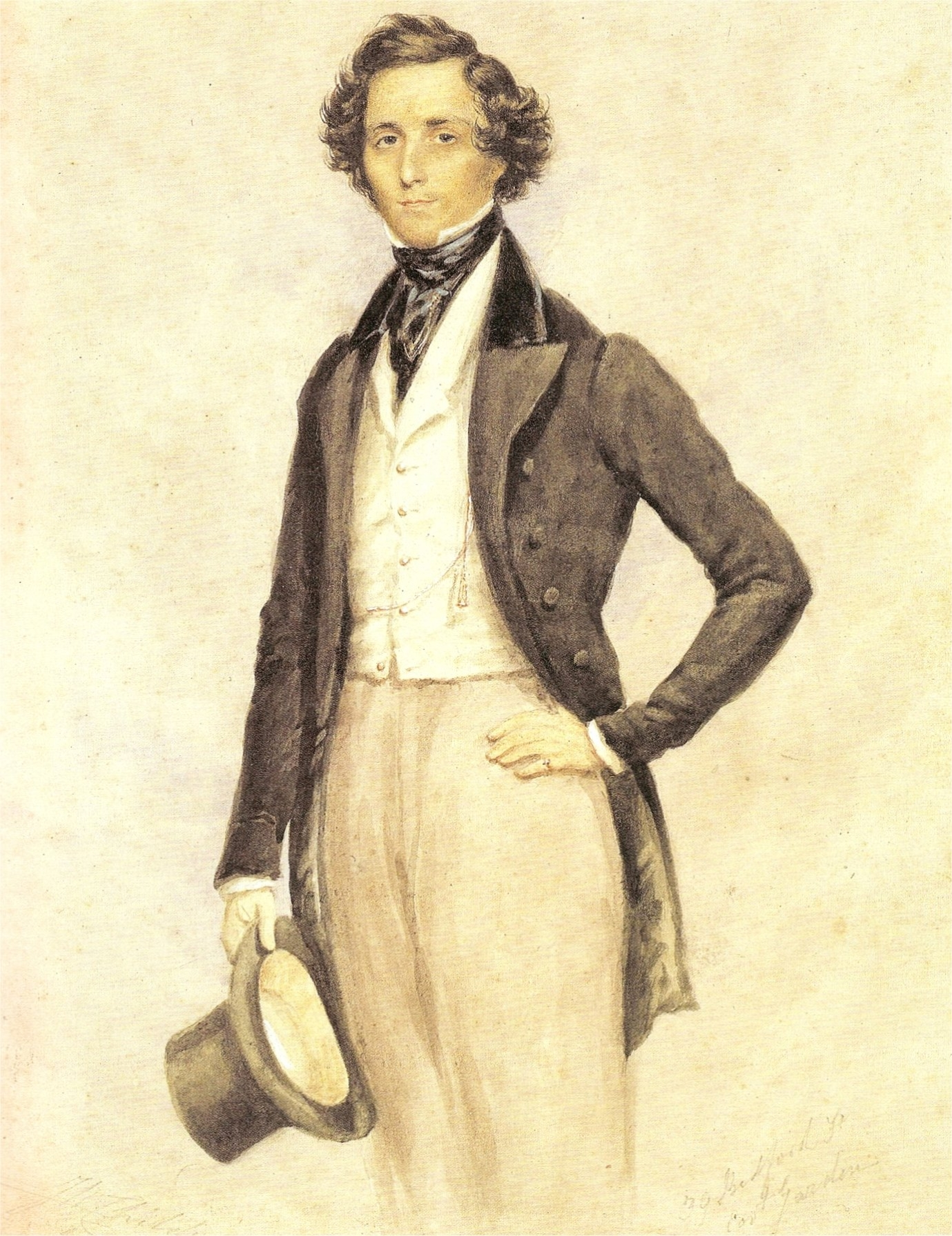
Felix Mendelssohn Bartholdy (1830)
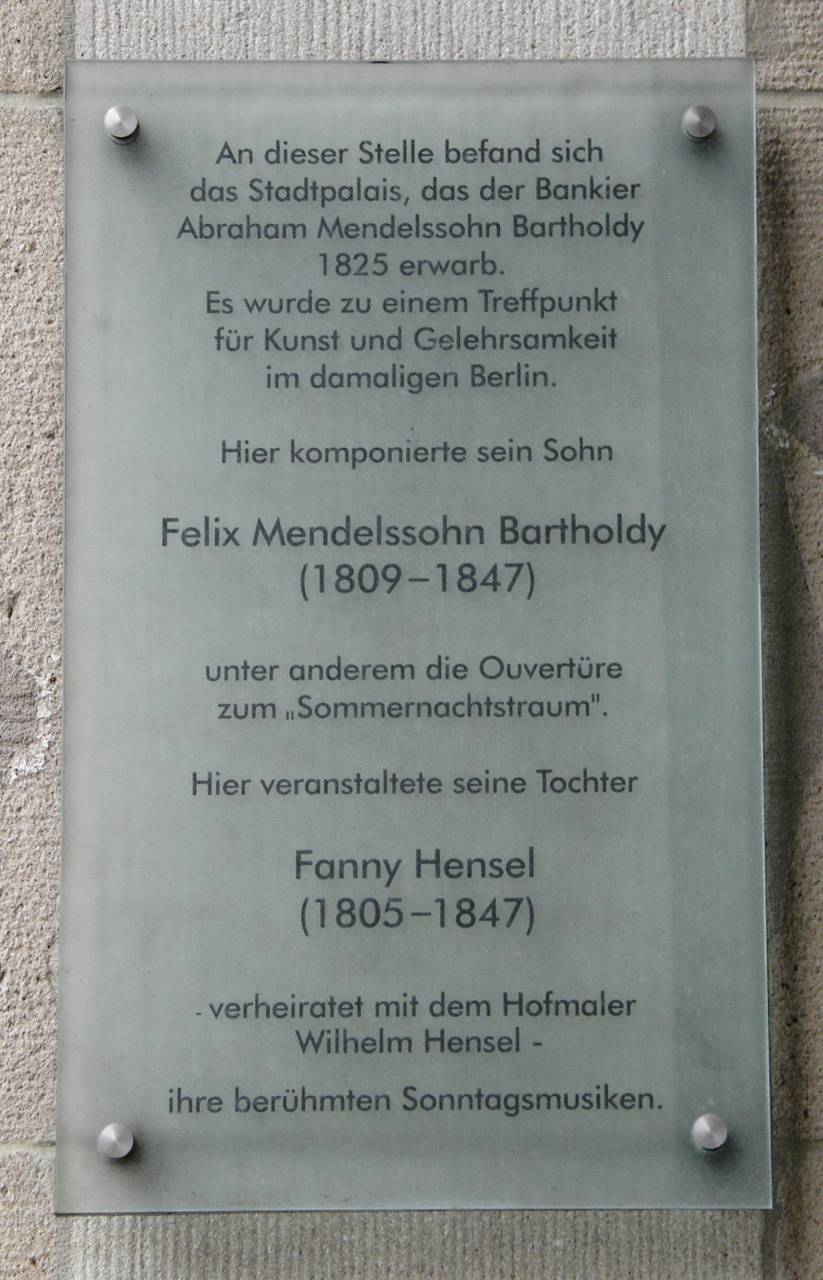
Pamětní deska F. Mendelssohna Bartholdyho a jeho sestry Fanny v Berlíně na místě domu, kde rodina žila (Leipziger Straße 3)
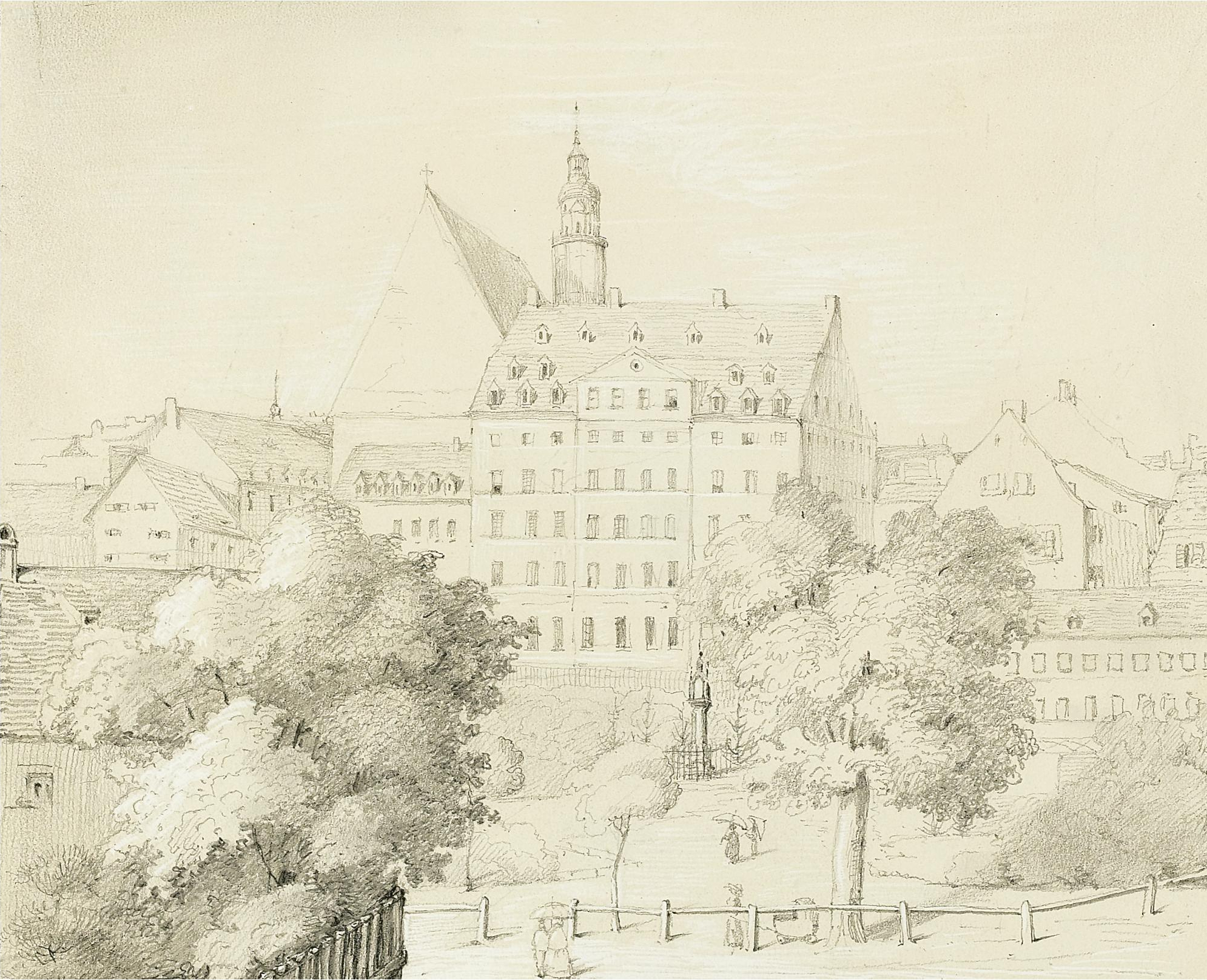
Mendelssohnova kresba kostela sv. Tomáše v Lipsku
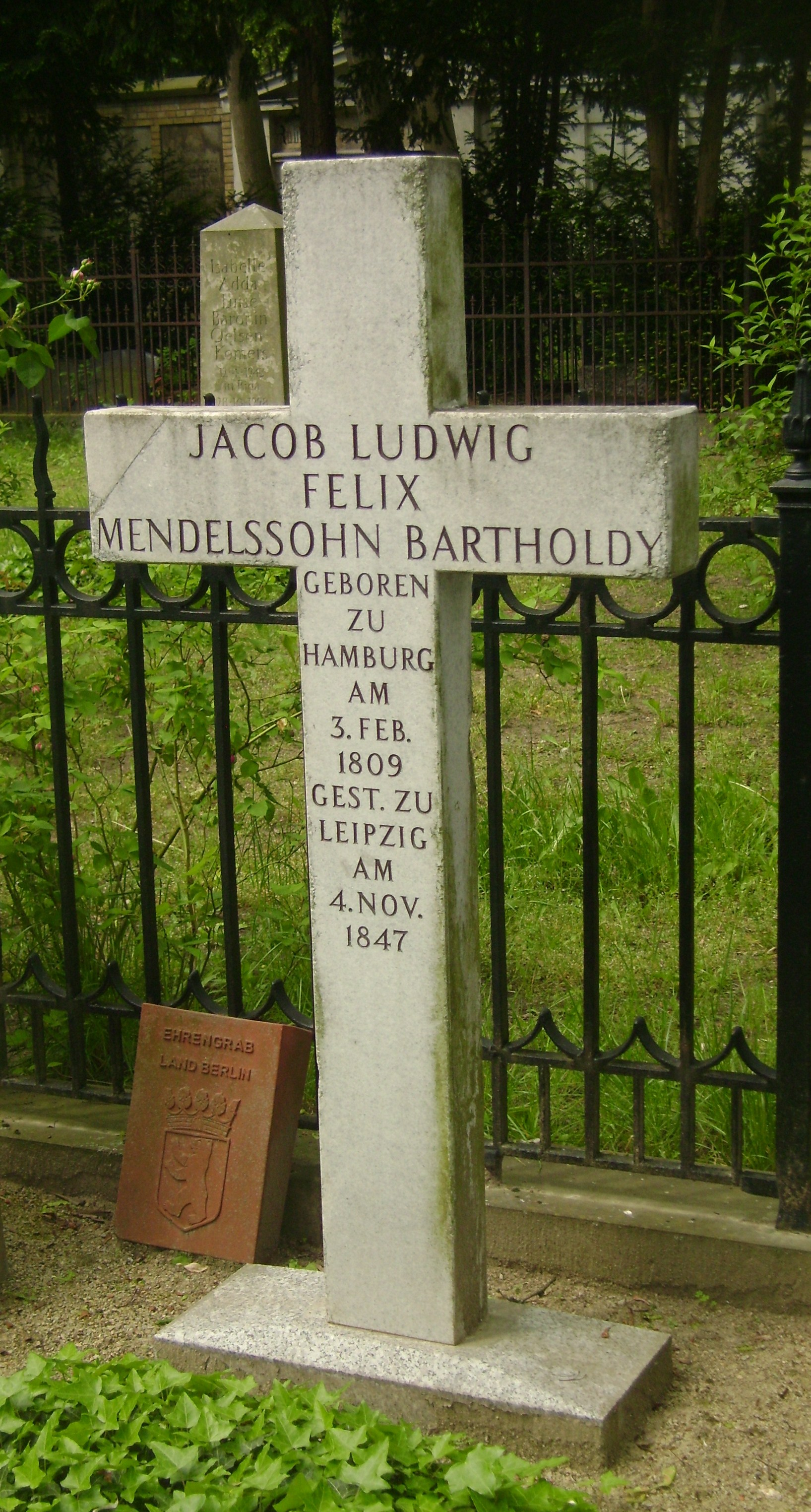
Skladatelův hrob